# R-360 Neptun
R-360 Neptun (ukrajinski: Р-360 Нептун) ukrajinska je protubrodska krstareća raketa koju je razvio Luch Design Bureau.
Dizajn Neptuna temelji se na sovjetskom protubrodskom projektilu Kh-35, sa znatno poboljšanim dometom i elektronikom. Zahtjevi dizajna bili su da jedan projektil porazi površinske ratne brodove i transportna plovila s istisninom do 5000 tona, bilo da se kreću u konvojima ili pojedinačno.
Prva raketna divizija ušla je u službu ukrajinske mornarice u ožujku 2021.

## Razvoj
Projektil je prvi put predstavljen na međunarodnoj izložbi Arms and Security 2015. u Kijevu.
Prema informacijama iz otvorenih izvora, prvi letni uzorci krstarećeg projektila proizvedeni su u drugom kvartalu 2016.godine. Proizvodnja naprednih raketnih sustava odvijala se u suradnji s drugim ukrajinskim poduzećima, uključujući Artem Luch GAhK, Kharkiv State Aircraft Manufacturing Company, Motor Sich (turboventilatorski motor MS-400), Pivdenne YuMZ Pivdenmash, Lviv LORTA i druga radarska elektronika, Vyshneve ZhMZ Vizar Kyiv, Radionix (tražilica), Arsenal SDP SE (navigacijski sustav) i drugi.
Prva testiranja sustava provedena su 22. ožujka 2016., a prisustvovao im je i tajnik Vijeća za nacionalnu sigurnost i obranu (NSDC) Oleksandr Turčinov. Sredinom 2017. rakete Neptun testirane su istovremeno s lanserima i raketama Vilkha. Međutim, za razliku od Vilkhe, rezultati ispitivanja i mogućnosti Neptuna nisu javno objavljeni. Prema tiskovnoj službi NSDC-a, prvi uspješni testovi leta sustava održani su 30. siječnja 2018. Dana 17. kolovoza 2018. projektil je uspješno pogodio cilj na udaljenosti od 100 kilometara tijekom probnih gađanja u južnoj oblasti Odesa, a 6. travnja 2019. projektil je ponovno uspješno testiran, pogodivši mete tijekom testiranja u blizini Odese. Prema predsjedniku Petru Porošenku, sustav Neptun trebao je biti isporučen ukrajinskoj vojsci u prosincu 2019.
Nakon povlačenja Sjedinjenih Država i Ruske Federacije iz Sporazuma o nuklearnim snagama srednjeg dometa, Ukrajina je objavila da razmatra razvoj krstarećih projektila srednjeg dometa. Analitičari su smatrali da je projektil Neptun produženog dometa kandidat za takav pokušaj.
Ukrajina je potpisala memorandum s Indonezijom o sklapanju ugovora za isporuku određenog broja projektila Neptun, što je prvi put objavljeno u prosincu 2020. Tako bi Indonezija mogla postati prvi strani kupac Neptuna, navodi Defense Express, pozivajući se na ukrajinsko posebno izvozno državno poduzeće (SE) "Progress".

## Povijest upotrebe
Dana 3. travnja 2022., tijekom ruske invazije na Ukrajinu, ukrajinski izvori tvrdili su da su rusku fregatu Admiral Essen oštetile ukrajinske snage. Poslije je Oleksij Arestovič, savjetnik Ureda predsjednika Ukrajine, pojasnio da je Admiral Essen pogođen projektilom Neptun. Rusi nisu komentirali tvrdnju i brod je normalno nastavio svoju misiju.
Ukrajinski izvori 13. travnja 2022. ustvrdili su da su rusku krstaricu Moskva pogodile dvije rakete Neptun, što je rezultiralo požarom i naknadnom eksplozijom skladišta streljiva na brodu. Rusko ministarstvo obrane izjavilo je, ne govoreći o uzroku, da je požar izazvao eksploziju streljiva i da je posada u potpunosti evakuirana. Rusija je izvijestila da brod još uvijek pluta kasnije tijekom dana, ali su ruski državni mediji naknadno izvijestili da je potonuo po lošem vremenu dok su ga teglili.  
Prema Thomasu Shugartu, bivšem zapovjedniku podmornice američke mornarice,  krstarice klase Slava poput Moskve obično su bile poznate po udaru u napadu, a ne po svojim obrambenim sustavima ili kontroli oštećenja. Moskva je jedan od dva najveća ratna broda potopljena u borbi nakon Drugog svjetskog rata i slične je veličine kao argentinski ARA General Belgrano koji je potopljen tijekom Falklandskog rata. 

## Dizajn
Kada je razmješten, obalni obrambeni sustav Neptun sastoji se od kamionskog mobilnog lansera USPU-360, četiri rakete, transportno-pretovarnog vozila TZM-360, zapovjedno-kontrolnog vozila RCP-360 i specijalnog teretnog vozila. Češki kamioni Tatra T815-7 zamijenili su prototip vozila KrAZ. Sustav je dizajniran za rad do 25 kilometara od obale.
Projektil Neptun uključujući raketni motor dugačak je 5 metara, s krutim krilom u obliku križa. Projektili Neptun dizajnirani su za smještaj u transportne i lansirne kontejnere (TLC) dimenzija 5,30 x 0,60 x 0,60 metara. Sustav ima maksimalni domet od oko 300 kilometara. Pojedinačna raketa ima masu od 870 kilograma, od čega je 150 kilograma masa bojne glave.